# 청주우체국
청주우체국(淸州郵遞局)은 과학기술정보통신부 우정사업본부 충청지방우정청 소속의 우편물 취급기관이다. 충청북도 청주시 상당구 성안로 34에 있다. 청주시 청원구 오창읍, 북이면, 상당구 낭성면, 미원면, 가덕면, 남일면의 우정을 담당한다.
충청북도 청주시의 우체국 우편·금융업무를 총괄하는 지방행정기관이다. 우체국장 밑에 우편물류과, 금융영업과, 우편영업과, 소포영업과, 지원과 등 5개 과와 경영지도실이 있다. 주요 업무는 국내·국제 우편 및 소포, 우체국 택배, 우체국 예금, 우체국 보험, 경조금 배달, 공과금 수납, 우체국 온라인 쇼핑 등이다. 우체국 회원 개인 간 거래를 중개하는 우체국 온라인 장터도 운영한다.

## 연혁
- 1898년 2월 25일: 청주우체지사 개설
- 1948년 8월 15일: 청주우체국 개칭
- 1973년 8월 5일: 현청사 개축
- 2001년 11월 14일: 청주상당우편취급소를 상당구 우암동 352-1에서 우암동 352-3으로 이전[1]
- 2002년 8월 1일: 청주하이닉스우편취급소 개국[2]
- 2002년 8월 5일: 청주석교우편취급소를 청주시 상당구 석교동 138에서 상당구 서운동 88-4로 이전[3]
- 2002년 11월 25일: 청주복지우편취급소를 청주시 흥덕구 모충동 365-1에서 흥덕구 모충동 443-10으로 이전[4]
- 2005년 5월 23일: 서청주우체국 분리
- 2012년 6월 29일: 청주상당우편취급국 폐국[5]
- 2014년 7월 4일: 청주대학교우체국 폐국[6]
- 2014년 7월 7일: 청주대학교우편취급국 개국[6]
- 2014년 12월 31일: 충북도청우체국 폐국[7]
- 2015년 7월 20일: 우편구역을 다음과 같이 고시[8]

| 배달국             | 배달구역                                       | 구역번호                                                                                  |
| ------------------ | ---------------------------------------------- | ----------------------------------------------------------------------------------------- |
| 청주우체국         | 청주시 상당구, 청원구 전지역 (단, 문의면 제외) | 28133 ~ 28154 28186 ~ 28191 28202 ~ 28205 28304 ~ 28352 28478 ~ 28546 28711 ~ 28789 28806 |
| 미원우체국         | 상당구 미원면 · 낭성면                         | 28192 ~ 28201                                                                             |
| 오창과학단지우체국 | 청원구 오창읍                                  | 28104 ~ 28105 28106 ~ 28109 28112 28115 ~ 28132 (단, 28122 지역 제외)                     |

- 2016년 6월 27일: 청주율량동우체국 폐국 및 청주성안동우체국 신설[9]
- 2020년 6월 19일 : 청주금천동우체국 폐국[10]

## 관할 우체국
| 우체국명             | 주소                                                 | 비고                                                |
| -------------------- | ---------------------------------------------------- | --------------------------------------------------- |
| 가덕우체국           | 충청북도 청주시 상당구 가덕면 단재로 1428            |                                                     |
| 낭성우체국           | 충청북도 청주시 상당구 낭성면 낭성시내길 12-2        |                                                     |
| 내수우체국           | 충청북도 청주시 청원구 내수읍 청암로 64              |                                                     |
| 문의우체국           | 충청북도 청주시 상당구 문의면 문의시내로 48          |                                                     |
| 미원우체국           | 충청북도 청주시 상당구 미원면 미원시내2길 26         |                                                     |
| 북이우체국           | 충청북도 청주시 청원구 북이면 의암로 344-3           |                                                     |
| 오창과학단지우체국   | 충청북도 청주시 청원구 오창읍 중심상업2로 24         |                                                     |
| 오창우체국           | 충청북도 청주시 청원구 오창읍 팔결로 695             |                                                     |
| 청원화상우편취급국   | 충청북도 청주시 청원구 북이면 화상길 45-21           |                                                     |
| 청주금천동우체국     | 충청북도 청주시 상당구 쇠내로84번길 2 (금천동)       | 2020년 6월 19일 폐국                                |
| 청주남일우체국       | 충청북도 청주시 상당구 남일면 단재로 741             |                                                     |
| 청주내덕동우체국     | 충청북도 청주시 청원구 중앙로 211 (내덕동)           |                                                     |
| 청주대학교우체국     | 충청북도 청주시 상당구 대성로 298                    | 2014년 7월 4일 폐국                                 |
| 청주대학교우편취급국 | 충청북도 청주시 청원구 대성로 298(내덕동,청주대학교) | 2014년 7월 7일 신설                                 |
| 청주보성우편취급국   | 충청북도 청주시 청원구 교서로242번길 14              |                                                     |
| 청주상당우편취급국   | 충청북도 청주시 상당구 우암동 352-3                  | 2001년 11월 14일 현위치로 이전 2012년 6월 29일 폐국 |
| 청주석교우편취급국   | 충청북도 청주시 상당구 영운로 166 (서운동)           | 2002년 8월 5일 현위치로 이전                        |
| 청주성안동우체국     | 충청북도 청주시 상당구 성안로 34                     | 2016년 6월 27일 신설                                |
| 청주시청우편취급국   | 충청북도 청주시 상당구 상당로 155 (북문로3가)        |                                                     |
| 청주영운동우체국     | 충청북도 청주시 상당구 영운로 36-2 (영운동)          |                                                     |
| 청주용담동우체국     | 충청북도 청주시 상당구 산성로116번길 14 (용담동)     |                                                     |
| 청주용암1동우체국    | 충청북도 청주시 상당구 용암북로160번길 15(용암1동)   |                                                     |
| 청주용암동우체국     | 충청북도 청주시 상당구 무농정로 51 (용암동)          |                                                     |
| 청주율량동우체국     | 충청북도 청주시 청원구 공항로150번길 73              | 2016년 6월 27일 폐국                                |
| 청주이화우편취급국   | 충청북도 청주시 상당구 산성로49번길 21 (탑동)        |                                                     |
| 충북도청우체국       | 충청북도 청주시 상당구 상당로 82                     | 2014년 12월 31일 폐국                               |